# Fritz Heinze
Fritz Heinze (geboren als Friedrich Heinze 22. März 1904 in Jena; gestorben 2. Januar 1958 in Potsdam-Babelsberg) war ein deutscher Werbegrafiker und Fotograf.

## Leben
Friedrich Heinze war ein Sohn des Hilfsarbeiters Karl Heinze und der Alma Fritsch. Er absolvierte in Jena beim Unternehmen Carl Zeiss eine Werkzeugmacherlehre, arbeitete in dem Beruf und machte eine zweijährige Fortbildung. Heinze wurde Mitglied der KPD und engagierte sich im Arbeiter-Photographenbund. 
1927 ging er mit einem staatlichen Stipendium ans Bauhaus nach Dessau, belegte den Vorkurs bei Josef Albers und László Moholy-Nagy und trat in die Werkstatt für Werbung, Typographie und Druck unter Herbert Bayer ein. Er heiratete Gertrud Przyrembel (1904–1979), die Schwester des Bauhaus-Studenten Hans Przyrembel (1900–1945), sie hatten vier Kinder. Nach dem Studium arbeitete er noch bis 1932 als Werbegrafiker im Bauhaus und wurde dann nebenberuflicher Mitarbeiter bei der KPD-Zeitung Volksecho in Leipzig. 
Nach der Machtübergabe an die Nationalsozialisten 1933 wurde er, da er in Leipzig nicht als Kommunist bekannt war, nach außen als verantwortlicher Redakteur der Zeitung benannt. Er wurde aber im selben Jahr zusammen mit den führenden Kommunisten in Leipzig, soweit sie nicht geflohen waren, festgenommen und war vier Monate im KZ Colditz in sogenannter Schutzhaft. Er ging danach als Fabrikarbeiter zur I.G. Farben nach Wolfen. 
Im Oktober 1934 wurde er erneut verhaftet und wegen Fortführung der verbotenen KPD und Roten Hilfe in Leipzig zu sechzehn Monaten Haft in Bautzen verurteilt. 1937 arbeitete er in Neubrandenburg, wurde aber wegen seiner politischen Vergangenheit bald wieder entlassen. Heinze fand 1939 Arbeit als Hilfskonstrukteur bei den Wanderer-Werken und zog 1940 mit der Familie nach Siegmar-Schönau. Im Betrieb war er Mitglied des Fotoclubs.
Im Zweiten Weltkrieg wurde Heinze 1941 in das Landesschützen-Bataillon 380 eingezogen. Im September des Jahres war seine Einheit in Nowohrad-Wolynskyj (Swjahel) in der besetzten Ukraine zugegen, als eine Einsatzgruppeneinheit, möglicherweise unter dem SS-Untersturmführer Max Täubner ein Massaker an den Juden des Ortes verübte. Obwohl das Fotografieren solcher Einsätze verboten war, gelang es Heinze, zwei Aufnahmen von zusammengepferchten Gefangenen vor ihrer Erschießung zu machen. Die Abzüge aus dem Film beschriftete er erst 1949, zwei Fotos wurden 2024 von Elizabeth Otto in der Ausstellung Bauhaus und Nationalsozialismus in Weimar gezeigt. 
1942 wurde er zur Panzer-Kompanie in der 213. Sicherungs-Division versetzt. Im Februar 1944 wurde er für die Arbeit in der Werft auf dem Fliegerhorst Leipheim in Schwaben uk gestellt.
Heinze arbeitete nach Kriegsende wieder bei den Wanderer-Werken. Im August 1947 wurde er Arbeitsgebietsleiter bei der SED-Kreisleitung in Siegmar-Schönau und zog dann mit der Familie nach Bockau, um als Werkmeister bei der Wismut AG, auch im Untertagebau, zu arbeiten. Anfang der 1950er Jahre wechselte er erneut die Stelle und zog nach Potsdam, um als Regieassistent bei der Deutschen Film AG (DEFA) in Babelsberg zu beginnen. Anschließend arbeitete Heinze bei der Deutschen Werbe- und Anzeigenagentur in Potsdam.